# Gérard Calvet
Dom Gérard Calvet (Bordéus, 18 de novembro de 1927 – Carpentras, 28 de fevereiro de 2008) foi um monge beneditino francês e fundador da Abadia de Sainte-Madeleine du Barroux em Le Barroux, França. Ele foi considerado uma figura importante no tradicionalismo católico contemporâneo.

## Início da vida
Calvet nasceu em Bordéus, Gironda em 18 de novembro de 1927. Fez seus votos para se tornar um monge beneditino na Abadia Beneditina de Madiran em 4 de fevereiro de 1951. Calvet foi ordenado sacerdote católico em 13 de maio de 1956. Em 1963 foi enviado para ajudar na fundação de uma casa-filha de sua abadia em Tournay, Brasil.
Ao retornar do Brasil em 1968, encontrou a vida religiosa na abadia completamente alterada após o Concílio Vaticano II. Sentindo-se incapaz de conviver com essas mudanças, ele pediu e recebeu permissão para deixar a abadia por algum tempo. Depois de ter passado algum tempo na Abadia de Fontgombault e Montrieux Charterhouse, estabeleceu-se como eremita em Bédoin em 1970, novamente com a permissão de seus superiores.

## Fundação e exclusão
Pouco depois de começar a vida como eremita, foi contatado por jovens que aspiravam a tornar-se monges beneditinos tradicionais, mas não conseguiam encontrar a vida tradicional nos mosteiros pós-conciliares. Aceitou-os como postulantes, que ainda fizeram os primeiros votos nas mãos do abade de Tournay. Em 1974 convidou o arcebispo Marcel Lefebvre para conferir ordens menores aos aspirantes, pelo que ele e sua fundação foram excluídos da Congregação de Subiaco.

## Sainte-Madeleine du Barroux
Depois de adquirir um terreno perto de Le Barroux, França, a construção da Abadia de Sainte-Madeleine du Barroux começou em 1980. A construção foi concluída durante a década de 1980. Durante a década de 1980, Gérard Calvet foi, junto com o arcebispo Lefebvre, uma das pessoas focais do movimento católico tradicionalista.
Depois de ter apoiado a decisão do arcebispo Lefebvre de ordenar bispos, ele decidiu que não poderia seguir esse caminho depois de ler um artigo sobre um bispo chinês que passou mais de trinta anos na prisão por ser obediente ao papa. Assim, o mosteiro foi reconciliado com o Vaticano em 1988 e elevado a abadia em 1989, sendo Gérard Calvet o primeiro abade.
De 18 a 27 de setembro de 2008 realizou-se em Roma o Congresso dos Abades Beneditinos. A Confoederatio Benedictina Ordinis Sancti Benedicti, a Confederação Beneditina da Ordem de São Bento, admitiu como membro a Abadia de Sainte-Madeleine du Barroux (também está listada agora no site da Confederação). A abadia, anexada ao usus antiquior, continua a depender da Pontifícia Comissão Ecclesia Dei. Como fonte desta notícia, o site da Conferência Episcopal Francesa, coloca:
"Esta integração manifesta que esta comunidade segue o seu caminho de pertença às estruturas normais da Igreja e de colaboração fraterna com os mosteiros da família beneditina."

## Trabalhos
Calvet apoiou a fundação da Chartres Pilgrimage, uma peregrinação anual de três dias para os católicos tradicionais de Paris a Chartres, França. Em 1986, ele publicou Tomorrow Christendom, que criticava duramente a falta de espiritualidade cristã na Europa. Foi considerado uma figura importante no tradicionalismo católico contemporâneo.

## Morte
O padre Gérard Calvet morreu aos 80 anos em 28 de fevereiro de 2008. Estava com problemas de saúde desde que sofreu um derrame no final dos anos 1990.